# アドルフォ・ビオイ＝カサーレス
アドルフォ・ビオイ＝カサーレス（Adolfo Bioy Casares、1914年9月15日 - 1999年3月8日）は、アルゼンチンの作家。代表作に『モレルの発明』など。幻想的な作風で知られ、また短編の名手でもあった。ホルヘ・ルイス・ボルヘスの盟友であり、「ブストス＝ドメック」などの筆名を使った共作も多数手がけている。

## 経歴
ブエノスアイレスの裕福な大農家に生まれる。祖先は成功したアイルランドからの移民パトリック・リンチ（1715-死没年不明）である。文学好きであった父の影響で早くから文学に親しみ、11歳のころから物語を試作、14歳のとき推理小説仕立ての短編「虚栄、もしくは恐怖の冒険」を書いた。18歳のとき、ビクトリア・オカンポの仲介でホルヘ・ルイス・ボルヘスと親交を深め、数年後より様々な仕事を共同で行うようになる。ボルヘスのほうが13歳年上であったが、ボルヘスによれば二人が協働をはじめる頃には事実上ビオイのほうが師になっていたという。
1940年、ビクトリアの妹シルビーナ・オカンポと結婚。同年に孤島を舞台に、SF風の長編『モレルの発明』を刊行、序文を寄せたボルヘスに「完璧な小説」と賞賛され評判となる。これにより幻想的な作風を確立し、これ以前の作品は自ら未熟な作と見なして生前再刊を許さなかった。以後の長編に『脱獄計画』（1945年）、『ヒーローたちの夢』（1954年）、『豚の戦記』（1969年）、『ある写真家のラ・プラタでの冒険』（1985年）など、短編集には『大空の陰謀』（1948年）、『驚異的な物語』（1956年）、『愛の物語集』（1972年）などがあり、ボルヘスやコルタサルと並ぶ短編の名手としても知られた。
ボルヘスとの共同の仕事では、二人の曽祖父の名前を組み合わせた「オノリオ・ブストス＝ドメック」の筆名で推理小説『ドン・イシドロ・パロディ 六つの難事件』（1942年）や、幻想小説風の『ふたつの記憶に値する幻想』（1946年）、『ブストス＝ドメックのクロニクル』（1967年）、『ブストス＝ドメックの新しい短編』（1977年）など、また「ベニート・スアレス＝リンチ」の共同筆名で『死のモデル』（1946年）などの共作を発表しているほか、アンソロジー『怪奇譚集』（1955年）、『天国・地獄百科』（1960年）の編纂、映画シナリオの共作（1955年）など多岐におよんでいる。このほか妻シルビーナとの共作に『愛するものは憎しみを抱く』（1946年）があり、シルビーナ、ボルヘスと3人で文学選集の編纂などにも携わった。
1981年にレジオンドヌール勲章を受章、1990年にスペイン語文学の最高権威であるセルバンテス賞を受賞。1999年、ブエノスアイレスにて死去、同市のレコレータ墓地に埋葬された。

## 日本語訳書
- 『日向で眠れ / 豚の戦記』（高見英一訳 / 荻内勝之 訳、集英社、ラテンアメリカの文学） 1983年 
  - 『豚の戦記』（荻内勝之訳、集英社文庫） 1994年
- 『モレルの発明』（清水徹・牛島信明 訳、書肆風の薔薇、叢書・アンデスの風） 1990年、新装版（水声社、フィクションの楽しみ） 2008年
- 『脱獄計画』（鼓直・三好孝 訳、現代企画室、ラテンアメリカ文学選集） 1993年
- 『ダブル/ダブル』（マイケル・リチャードソン編、柴田元幸・菅原克也 訳、白水社） 1990年 / 白水Uブックス 1994年
『パウリーナの思い出に』を収録
- 『メモリアス』（大西亮訳、現代企画室） 2010年 - 自伝
- 『パウリーナの思い出に』（野村竜仁・高岡麻衣 訳、国書刊行会、短篇小説の快楽） 2013年 - 短編集
- 『英雄たちの夢』（大西亮訳、水声社、フィクションのエル・ドラード） 2021年
- 『愛する者は憎む』シルビナ・オカンポ共著（寺尾隆吉訳、幻戯書房、ルリユール叢書） 2025年

### ボルヘスとの共著
- 『ボルヘス怪奇譚集』（柳瀬尚紀訳、晶文社） 1976年、新装版・晶文社クラシックス 1998年 / 河出文庫 2018年
- 『ブストス＝ドメックのクロニクル』（斎藤博士訳、国書刊行会、ラテンアメリカ文学叢書） 1977年、新装版 2001年
- 『天国・地獄百科』（牛島信明訳、書肆風の薔薇、アンデスの風叢書） 1982年、新装版（水声社、叢書・アンデスの風） 1991年 [1]
- 『ドン・イシドロ・パロディ 六つの難事件』（木村榮一訳、岩波書店） 2000年 / 白水Uブックス 2024年